# Aleksander Proksa
Aleksander Andrzej Proksa (ur. 1959) – polski prawnik i urzędnik państwowy, w latach 2000–2005 prezes Rządowego Centrum Legislacji, w latach 1997–2005 sekretarz Rady Ministrów.

## Życiorys
Ukończył studia prawnicze na Wydziale Prawa i Administracji Uniwersytetu Jagiellońskiego. W 1991 na tej samej uczelni uzyskał stopień doktora nauk prawnych na podstawie pracy zatytułowanej Sądowe ustalenie ojcostwa w polskim prawie prywatnym międzynarodowym.
Jako nauczyciel akademicki pracował m.in. na UJ i Uniwersytecie Kardynała Stefana Wyszyńskiego w Warszawie. Został również wykładowcą w Uczelni Techniczno-Handlowej im. Heleny Chodkowskiej. Uzyskał uprawnienia radcy prawnego.
Od 1993 do 2005 był zatrudniony w administracji rządowej. Zajmował stanowiska dyrektora departamentu prawnego i legislacyjnego w Urzędzie Rady Ministrów i Kancelarii Prezesa Rady Ministrów. Przez dwie kadencje zasiadał w Radzie Legislacyjnej, pełnił funkcję jej sekretarza. Od 1997 do 2005 był sekretarzem Rady Ministrów. Zorganizował i następnie w latach 2000–2005 kierował Rządowym Centrum Legislacji. Później związany z sądownictwem arbitrażowym (m.in. jako sekretarz generalny Sądu Arbitrażowego przy Krajowej Izbie Gospodarczej. Obejmował stanowiska dyrektora Departamentu Prawnego Narodowego Banku Polskiego oraz doradcy prezesa NBP.

## Odznaczenia
Odznaczony Krzyżem Kawalerskim Orderu Odrodzenia Polski (2015) oraz odznaką honorową „Za zasługi dla bankowości Rzeczypospolitej Polskiej” (2016).